# Cuscuta gracillima
Cuscuta gracillima är en vindeväxtart som beskrevs av Georg George Engelmann. Cuscuta gracillima ingår i släktet snärjor, och familjen vindeväxter. Inga underarter finns listade i Catalogue of Life.